# Arses
Arses és un gènere d'aus de la família dels monàrquids (Monarchidae) que habiten a Nova Guinea i illes properes, i al nord de Queensland, en Austràlia.

## Taxonomia
El gènere Asses va ser introduït pel naturalista francès René Lesson el 1831. L'espècie tipus va ser designada posteriorment com a monarca amb volants (Asses telescopthalmus) pel zoòleg anglès George Robert Gray el 1840. El nom del gènere prové del rei persa Asses que va governar des del 338 fins al 336 BC.
El gènere conté quatre espècies:
| Imatge | Nom comú               | Nom científic        | Distribució                                       |
| ------ | ---------------------- | -------------------- | ------------------------------------------------- |
|        | Monarca de coll ocre   | Asses insularis      | Nord de Nova Guinea.                              |
|        | Monarca amb volants    | Ases telescopthalmus | Nova Guinea                                       |
|        | Monarca de coll volant | Asses lorealis       | al nord de la península de Cape York a Austràlia. |
|        | Monarca Pied           | Asses kaupi          | Queensland a Austràlia.                           |